# Skjaldekunst
Skjaldekunst eller skjaldskab var en stærkt formbundet, mundtligt overleveret digtekunst, der stod centralt i vikingetidens dannelsesideal. Skjaldenes guder var Brage og Ódin.

## Digtform
Bærende for digtningen er et omfattende system af poetiske omskrivninger – kenninger - der forudsætter et solidt kendskab til norrøn mytologi, og heiti, som er poetiske synonymer, omtrent 2.000 i tallet (se Alexander Jóhannesson). Skaldskaparmal opremser omkring 350 kenninger for de forskellige typer våben; mere end 3.500 kenninger for våbentyper og kamp er registreret i norrøn litteratur.
Vi ved ikke, hvordan digtene blev fremført, men den stramme og regelbundne metrik lader antyde, at der kan have været tale om en kombination af sang og dans, i lighed med det, der stadig findes på Færøerne.
Mange vikingekonger havde skjalde tilknyttet deres hird, og disse stod meget højt i anseelse. Deres funktion var at lovprise kongens bedrifter i farverige og tit bloddryppende skildringer, som gerne blev formuleret i den metrisk stramme og svært forståelige drottkvætt-stil, og derefter reciteret eller sunget blandt folk.
Omsat til nutidige begreber var hirdskjalden på en gang historiker, mytolog, kulturambassadør, krigsreporter, sprognævn og propagandamester – hvilket jo forklarer lidt af hans høje position.
Digtene synes at have bredt sig blandt folk som en løbeild, og de bedste af dem blev husket ordret i mange generationer. Mange af de kvad, som er nedskrevet i de islandske middelalderhåndskrifter, menes at været stort set ordrette overleveringer, som er gået fra mund-til-mund i et århundrede eller mere, inden de blev nedskrevet af historieinteresserede islændinge. Skjaldekunst er i dag en del af den islandske litteratur fra middelalderen.
Blandt de mest berømte norske hirdskjalde var Thjodolf den Hvinverske, Thorbjørn hornklofi og Eyvind Skaldaspillir. De norske skjaldes overleverede saga blev kort. Med Eyvind nåede den norske skjaldekunst sit højdepunkt omkring midten af det 10. århundrede. Derefter overtoges rollen af islændinge. Deres guldalder varede et par århundreder, men med norske bidrag var det forbi.
Den største blandt skjaldene – der dog ikke levede af sin digtning, men af handels- og plyndringstogter, samt som høvding på Island – var Egil Skallagrimson.. Egill var, måske sammen med Eyvind skaldaspillir sin tids personligste skjald, idet hans overleverede digtning vidner om en stærk, splittet sjæl, som benytter sin gave til at få luft — se hans sørgedigte, og hans nidviser.

## Kvadenes historiske kildeværdi
Allerede den engelske historiker Robert Sheringham (1602–78) fra Cambridge-universitetet skrev i sin bog om den ældste engelske historie (De Anglorum gentis origine desceptatio, 1670) at skjaldekvadene var troværdige kilder til kendskab om religiøse tanker og sociale skikke i norrøn tid.
Derfor blev Sigvat Tordssons kvad om Olav Haraldsson konsulteret, da historikerne søgte en pålidelig tidsfæstelse af slaget ved Stiklestad. Snorri skriver, at en solformørkelse indtraf under slaget, og følger den kirkelige tradition ved at opgive 29. august 1030 som dato for slaget. Men professor Christopher Hansteen, der var ansvarlig for den norske almanak, beregnede tidligt i 1830'erne, at Verdalen blev rammet af en total formørkelse 31. august 1030. Snorris datering var enten forkert - eller den var rigtig, og solformørkelsen senere knyttet til slaget, som afvigende naturfænomener ofte knyttes til hellige personers død. Snorri skrev sin beretning 200 år efter slaget, men støttede sig til Sigvat Tordssons arvedråpa over kong Olav:
Intet ringe under
at fra en skyfri himmel
et kraftigt jærtegn hændte
for kongen den dag.
Dagen fik ikke sin farve.
Østfra jeg hørte om slaget.
Men Sigvat var heller ikke til stede på Stiklestad. Han var på pilgrimsfærd til Rom og har måske først hørt om slaget, da han var på vej hjem til Norge i august 1030. Dermed er heller ikke hans kvad noget sikkert bevis for en solmørkelse, der da heller ikke omtales i andre kilder, og først er indtruffet et par dage efter slaget.